# متاسیتی
متاسیتی (به انگلیسی: Metacity) مدیر پنجرهای بود که در میزکار گنوم ۲ به عنوان مدیر پنجره پیشفرض استفاده می‌شد تا اینکه در گنوم ۳ مدیر پنجره جدیدی به نام موتر جایگزین آن شد. گنوم ۱ هم از مدیر پنجره‌ای به نام ساوفیش استفاده می‌کرد. انشعابی از متاسیتی به نام «مارکو» وجود دارد که هنوز هم به شکل فعالانه توسعه داده می‌شود و در میزکار ماته استفاده می‌شود. توسعه متاسیتی توسط هاوک پنینگتن آغاز شد و تحت پروانه گنو جی‌پی‌ال منتشر می‌شد. متاسیتی از ابزار ویجت جی‌تی‌کی+ استفاده می‌کرد. متاسیتی اهداف خود را بر روی سادگی و استفاده آسان متمرکز ساخته بود تا نوع‌آوری.